# Декалог 10
«Декало́г 10» (пол. Dekalog, dziesięć) — десятый телефильм из десятисерийного цикла «Декалог», снятого польским кинорежиссёром Кшиштофом Кесьлёвским. Фильм вышел на экраны 24 июня 1989 года, до премьеры остальных частей цикла в декабре.
По мнению Славоя Жижека, фильмы цикла связаны с десятью заповедями со сдвигом на одну, и десятый фильм отсылает к первой из них — «Да не будет у тебя других богов пред лицом Моим».

## Сюжет
Умирает пожилой отец двух братьев, старшего Ежи и младшего Артура. Они давно не общались с отцом, в том числе из-за того, что единственное, что интересовало его в жизни, было собирание марок. После его смерти оказалось, что никакого имущества, кроме большой коллекции марок, у него нет. Братья подумывают продать коллекцию, чтобы поправить свои идущие далеко не лучшим образом финансовые дела. Внезапно от одного из старых друзей отца они узнают, что некоторые марки из коллекции стоят столько, сколько машина или квартира, а вся коллекция может быть оценена во много миллионов.

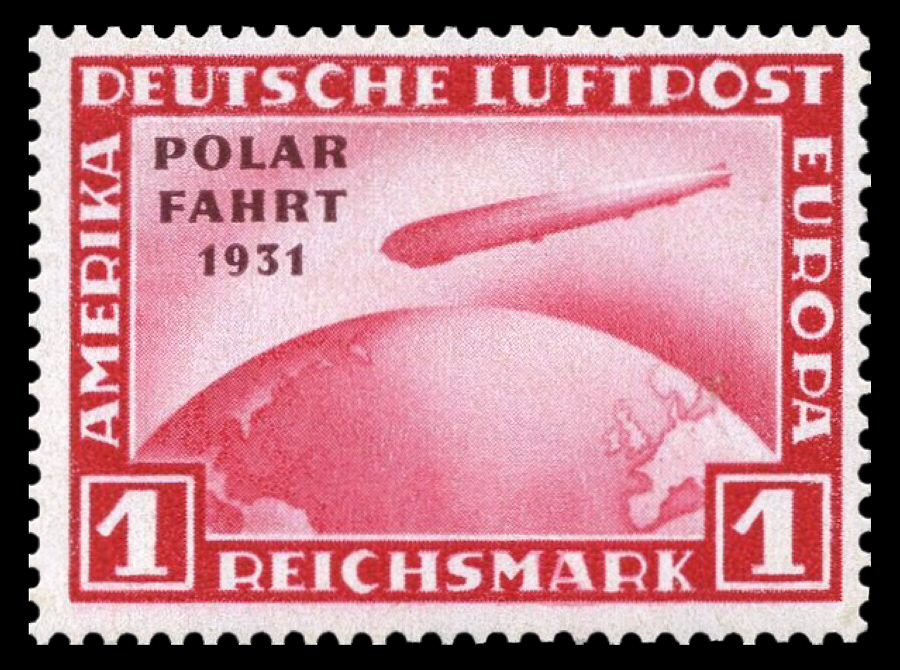
Марка с «цеппелином» 1931 года

Братья постепенно меняют отношение к страсти отца: они решают сохранить коллекцию, ставят решётки на окна, а Артур приводит огромного дога, который будет охранять квартиру. Кроме того, они пытаются вернуть блок из трёх «цеппелинов», который Ежи сначала отдал своему сыну, а тот обменял на улице. Оказалось, что блок был продан владельцу филателистического магазина, который предлагает выкупить его за фантастическую сумму. Однако Артуру, шантажируя владельца магазина, удаётся вернуть марки. Более того, в заметках отца братья видят упоминание редчайшей марки «Красный Меркурий», которую он всю жизнь мечтал купить. Владелец магазина однажды сообщает братьям, что эту марку невозможно купить, но есть цепочка филателистов, по которой он может добыть марку путём последовательного обмена. Но отдать марку братьям он сможет лишь при одном условии: для его дочери у Ежи возьмут почку. После раздумий братья соглашаются на это, поскольку сами они уже охвачены страстью расширить коллекцию.
Пока Ежи находится в больнице, а Артур ждёт его возвращения, неизвестные выкрадывают из квартиры все альбомы, разрезав решётки; по непонятной причине собака на грабителей никак не отреагировала и была заперта в ванной. Братья впадают в депрессию, каждый из них думает, что ограбление мог подстроить другой. Они бредут по улице и вдруг оба независимо видят через дорогу трёх филателистов, с которыми встречались раньше, которые приветствуют друг друга, и каждый выгуливает дога, аналогичного тому, что купил Артур. Братья понимают, что они могли стать жертвой ловкого обмана. Вернувшись в квартиру отца, они примиряются и каждый выкладывает на стол несколько марок, купленных ими только что на почте: независимо друг от друга, они начинают свою новую коллекцию…

## В ролях
- Ежи Штур — Ежи
- Збигнев Замаховский — Артур
- Хенрик Биста — филателист, владелец магазина
- Мацей Штур — Пётрек
- Ежи Турек — филателист
- Анна Горностай — медсестра

## Критика
Славой Жижек в книге «Киногид извращенца» отмечает, что заповедь «Да не будет у тебя других богов пред лицом Моим» фильм изображает через её противоположность — «неограниченную, „страстную привязанность“ к банальному занятию коллекционирования марок»: «Здесь мы видим логику сублимации в самом простом её виде: обычное занятие (коллекционирование марок) возвышается до положения Вещи, ради которой человек жертвует всем — работой, семьёй, счастьем и даже собственной почкой».